# Тейлор, Джим (футболист)
Джеймс Гай (Джим) Тейлор (англ. James Guy Taylor, 5 ноября 1917, Хиллингдон, Мидлсекс — 6 марта 2001, Рединг) — английский футболист, центральный защитник и полузащитник. Участник чемпионата мира 1950 года.

## Биография
Джим Тейлор родился 5 ноября 1917 года в британском городе Хиллингдон в Англии (сейчас боро Лондона).
Занимался футболом в Хиллингдоне. Играл на позициях центрального защитника и полузащитника. До марта 1938 года выступал за «Хиллингдон Таун», после чего перебрался в «Фулхэм», в составе которого в 1946—1953 годах сыграл 261 матч и забил 5 мячей, в том числе в 1945—1952 годах участвовал в 105 матчах в Английской футбольной лиге.
Сезон-1953/54 провёл в «Куинз Парк Рейнджерс», сыграл в 41 матче.
В 1954—1958 годах был играющим тренером «Танбридж-Уэллс Юнайтед», выступавшего в нелиговом футболе.
В 1950 году вошёл в состав сборной Англии на чемпионат мира в Бразилии, но не провёл ни одного матча.
В 1951 году сыграл 2 товарищеских поединка за сборную Англии: 9 мая в Лондоне против Аргентины (2:1) и 19 мая в Ливерпуле против Португалии (5:2).
Работал тренером «Юзли» и «Аксбриджа».
Умер 6 марта 2001 года в британском городе Рединг в Англии.